# Силвер Сити (Северна Каролина)
Силвер Сити (енгл. Silver City) насељено је место без административног статуса у америчкој савезној држави Северна Каролина.

## Демографија
По попису из 2010. године број становника је 882, што је 264 (-23,0%) становника мање него 2000. године.
| Група             | 2000.         | 2010.       |
| Белци             | 39 (3,4%)     | 34 (3,9%)   |
| Афроамериканци    | 1.080 (94,2%) | 792 (89,8%) |
| Азијати           | 5 (0,4%)      | 1 (0,1%)    |
| Хиспаноамериканци | 15 (1,3%)     | 18 (2,0%)   |
| Укупно            | 1.146         | 882         |